# Seznam kanadskih psihologov
Seznam kanadskih psihologov.

## A
- Lara Aknin

## B
- Albert Bandura

## G
- Erving Goffman

## M
- Gabor Maté (madžarsko-kanadski psihoterapevt)
- James E. Marcia
- Brenda Milner

## N
- Gordon Neufeld

## P
- Jordan Peterson
- Steven Pinker

## T
- Endel Tulving (1927-2023) (Estonec)

## W
- Marion Woodman (1928-2018)